# Kyzylkak
Kyzylkak je hořkoslané bezodtoké jezero v Pavlodarské oblasti v Kazachstánu. Má rozlohu 188 km² a průměrnou hloubku 1 m. Leží v nadmořské výšce 41 m v nejnižší části velké jezerní kotliny východně od jezera Seletyteniz.

## Pobřeží, dno
Břehy jsou prudké a srázné. Ploché dno je pokryté černým jílem bohatým na sirovodík.

## Vodní režim
Zdroj vody je převážně sněhový. Díky vysoké slanosti v zimě nezamrzá. Do jezera ústí řeky Karasu a Aksuat.